# 나주초등학교 이화분교
나주초등학교 이화분교는 대한민국 전라남도 나주시 송학1길 23 (토계동)에 있었던 공립 초등학교이다.

## 연혁
- 1967년 1월 5일 나주국민학교 교동분교장 설립인가
- 1968년 3월 10일 나주남국민학교로 개교
- 1996년 3월 1일 나주남초등학교로 개칭
- 1999년 3월 1일 나주초등학교 이화분교로 편입
- 2008년 3월 1일 나주초등학교로 통합